# Knautkleeberg

Knautkleeberg auf einer Karte von 1906

Knautkleeberg ist ein Stadtteil im Stadtbezirk Südwest von Leipzig. Er bildet zusammen mit Knauthain den Ortsteil Knautkleeberg-Knauthain.

## Lage

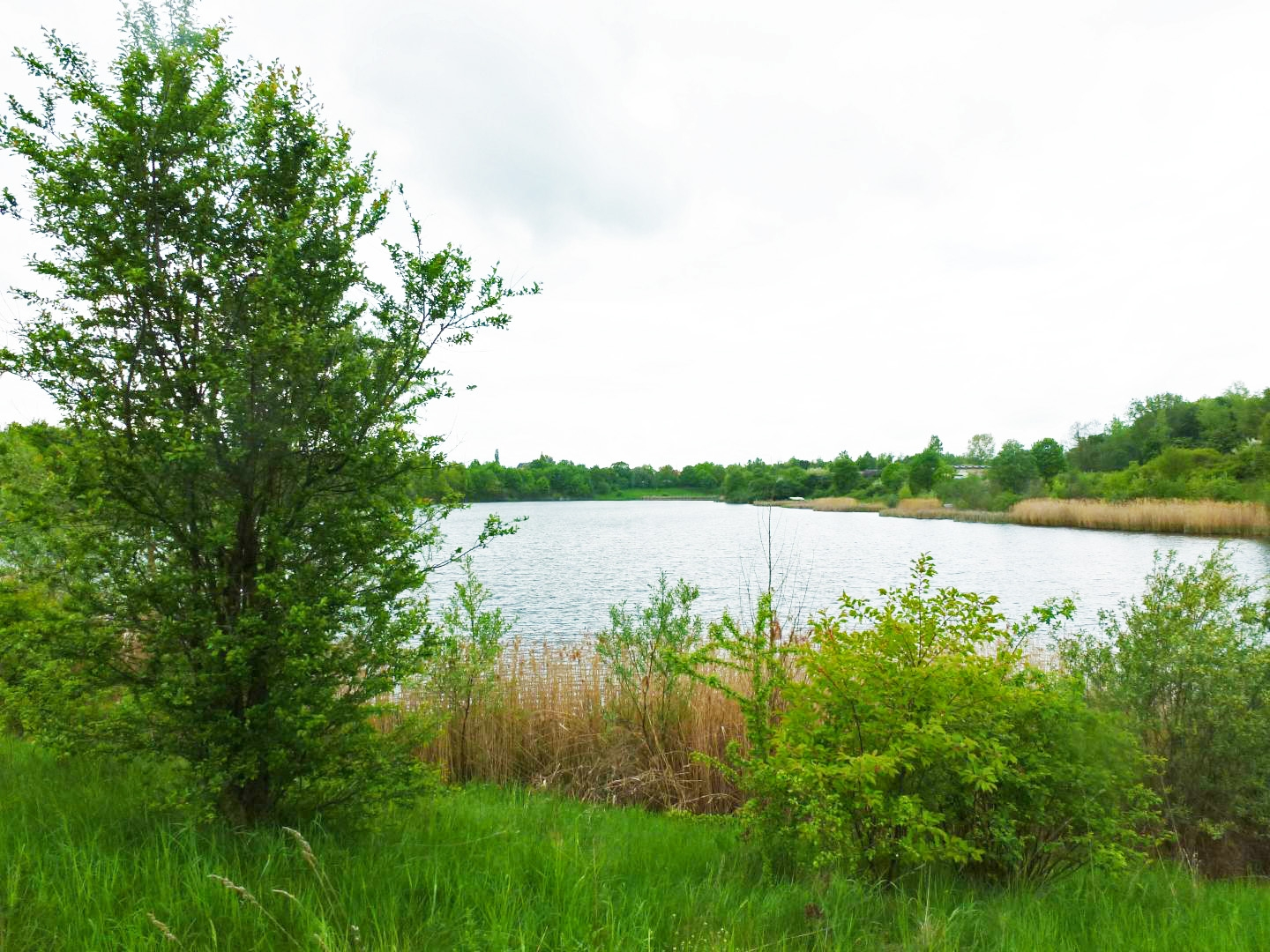
Naturbad Südwest

Knautkleeberg liegt im Südwesten Leipzigs etwa acht Kilometer vom Stadtzentrum entfernt. Er ist der erste der südwestlichen Stadtteile, die man hinter einer Bebauungslücke südlich von Großzschocher erreicht und die sich als „hinter den Pappeln“ bezeichnen. Knautkleeberg liegt am westlichen Rand der Elsteraue. Direkt am Ortsrand verläuft der Knauthainer Elstermühlgraben, etwas östlicher die Weiße Elster. Zwischen Windorf und Knautkleeberg erstreckt sich das Naturbad Südwest, eine ehemalige Kiesgrube. Das Fortunabad war ein Naturbad, das heute als Angelgewässer genutzt wird.
Die Nachbarstadtteile von Knautkleeberg sind von Norden im Uhrzeigersinn Großzschocher, Windorf, Knauthain, Rehbach und die Mark Flickert. Das jetzige administrative Knautkleeberg deckt sich im Wesentlichen mit der historischen Gemarkung Knautkleeberg bis auf den Teil der Rehbacher Straße westlich der Bahnlinie und die sich anschließende Angersiedlung, die auf ehemals Knauthainer Flur liegen.

## Geschichte
Knautkleeberg wurde erstmals 1190 als Cleberg erwähnt. Es gehörte zu den Dörfern, die im 11. Jahrhundert im Besitz der Adelsfamilie Knaut waren. Die Anlage als Gassendorf an der heutigen Seumestraße und der deutsche Name weisen auf eine deutsche Gründung hin. Bereits im 12. Jahrhundert wurde auf Veranlassung des Wiprecht von Groitzsch und unter der Leitung der Mönche des Klosters Pegau der Mühlgraben angelegt. 1497 wird für das Dorf ein Vorwerk des Rittergutes Knauthain mit einer Mühle erwähnt. 1551 gab es im Ort 32 Höfe.
Im Dreißigjährigen Krieg waren im Ort Zerstörungen und die Reduzierung der Bevölkerungszahl zu beklagen. Letztere war auch einer Pestepidemie 1642 geschuldet, wegen der sogar die Festlegung einer Ortsumgehung für den Fernverkehr erfolgte. Ab 1696 gehörte das Dorf zum östlich gelegenen Gut Lauer und wurde auch erstmals „Knaut-Kleebergk“ genannt.

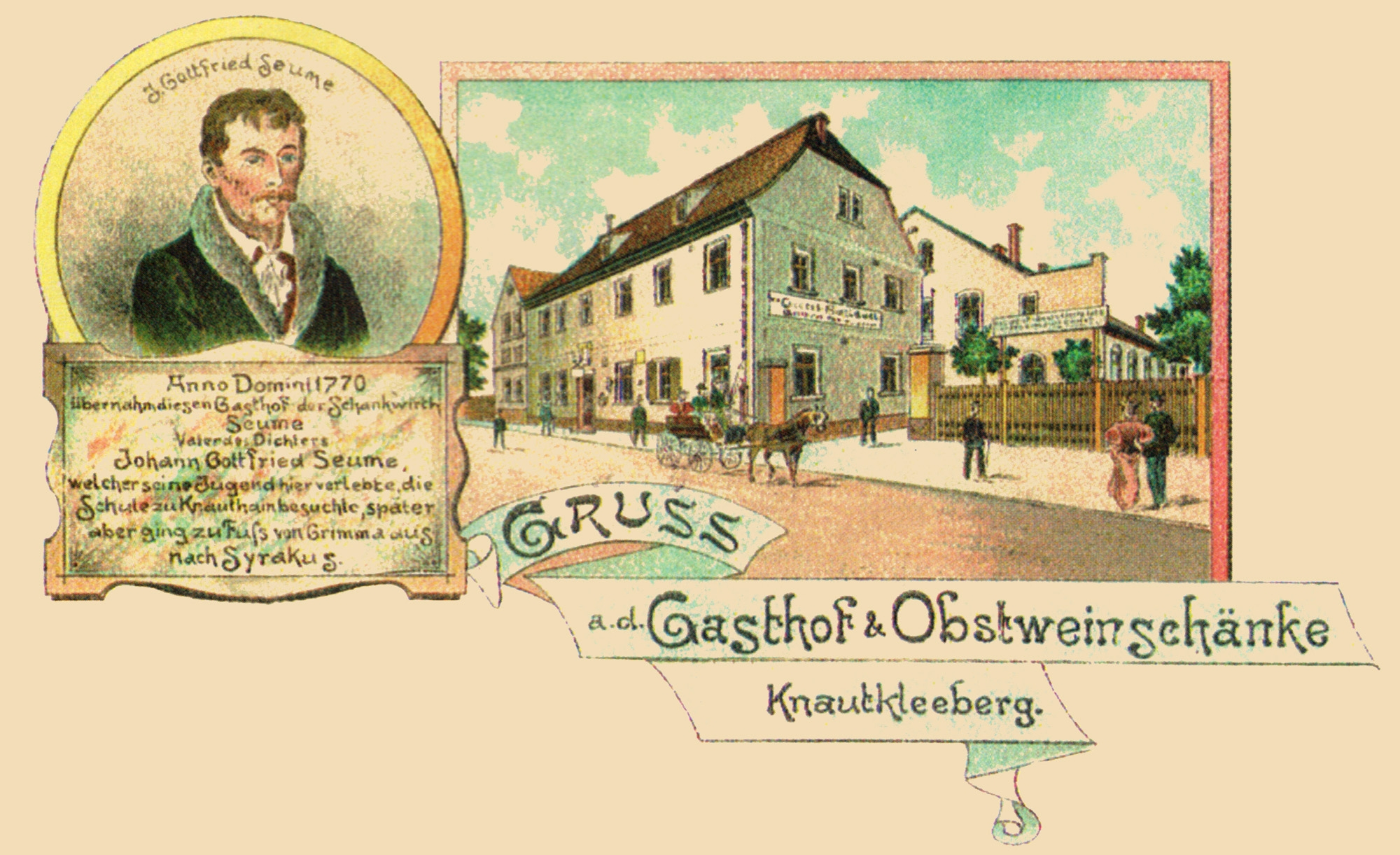
Ehemaliger Gasthof „Zum Weißen Roß“ mit einer Seume-Gedenktafel

1770 pachtete Andreas Seume, der Vater des Dichters Johann Gottfried Seume, in Knautkleeberg den Gasthof „Zum Weißen Roß“, wie der Dichter später berichtete. Das Haus wurde 1980 abgerissen. Seume verbrachte seine Kindheit in Knautkleeberg und besuchte, da Knautkleeberg weder Kirche noch Schule besaß, die Schule in Knauthain. Erst 1908 erhielt Knautkleeberg eine eigene Schule, die bereits ihr 100-jähriges Bestehen feiern konnte und heute noch als 60. Grundschule genutzt wird.
1775 gelangte auch Knautkleeberg wie die benachbarten Dörfer zuvor in den Besitz der Familie von Hohenthal. Knautkleeberg gehörte bis 1856 zum kursächsischen bzw. königlich-sächsischen Kreisamt Leipzig. 1856 wurde die Patrimonialgerichtsbarkeit aufgehoben, und das Dorf erhielt immer mehr eigene Rechte. Ab der zweiten Hälfte des 19. Jahrhunderts verbesserte sich auch die Infrastruktur: 1873 Eisenbahnanschluss, 1899 Gasversorgung, 1908 Anschluss an das Wasserleitungssystem von Großzschocher/Windorf, bis 1914 Elektrizitätsanschluss vollendet und alle Straßen befestigt. Diese Umstände und die landschaftlich schöne Lage veranlassten viele vermögende Leipziger hier ihre Landhäuser oder Villen zu errichten, sodass Knautkleeberg und Knauthain baulich zusammenwuchsen. Aber auch Mietwohnungen mit städtischem Charakter entstanden. Die Einwohnerzahl wuchs von 344 im Jahre 1871 auf 2329 im Jahre 1910.
Bereits ab 1860 arbeitete in Knautkleeberg eine Ziegelei, die nach dem Lehmabbau in der Aue Teiche hinterließ. Hier wurde durch die Gemeinde 1920 das Fortunabad errichtet, das nach dem Zweiten Weltkrieg verkam und an das nur noch landschaftlich schöne Wasserflächen erinnern.
Ende der 1920er Jahre verkauften viele Grundbesitzer ihren Boden als Bauland, und es entstanden neue Siedlungen, nun auch westlich der Eisenbahnlinie, so die Albersdorfer Siedlung, die Teichsiedlung, die Siedlung am Wildentensteig und an der Nimrodstraße. 1930 wurde eine Buslinie ab Großzschocher eingerichtet und 1935 die Straßenbahnlinie von Großzschocher bis nach Knautkleeberg verlängert.
Am 1. April 1930 wurde Knautkleeberg nach Leipzig eingemeindet. Gemäß der kommunalen Neugliederung Leipzigs von 1992 bildete Knautkleeberg zusammen mit Knauthain den Ortsteil Knauthain-Knautkleeberg. Ab 1993 kam Hartmannsdorf dazu und der Ortsteil hieß nun Knauthain-Hartmannsdorf. 2001 wurde der alte Ortsteil wiederhergestellt, nun aber mit dem Namen Knautkleeberg-Knauthain.
Knautkleeberg ist ein reines Wohngebiet mit Bauten aus verschiedenen Epochen. Auf die dörfliche Vergangenheit weisen noch einige Anwesen um den alten Dorfkern in der Nähe der ehemaligen Mühle hin. Neben städtisch geprägten Mietshäusern vom Beginn des 20. Jahrhunderts finden sich auch zahlreiche Villen aus dieser Zeit, die den Drang der begüterten Leipziger ins Grüne dokumentieren. Aber auch nach 1990 entstanden zahlreiche Einfamilienhäuser, nicht zuletzt wegen der naturnahen Lage des Ortes zur Auenlandschaft und zum Cospudener See.  2012 wurde der seit den 1990er Jahren stillgelegte Mühlenkomplex zu einer Wohnanlage mit 27 Wohnungen umgebaut.

## Bevölkerung
Angaben sind nur für den gesamten Ortsteil Knautkleeberg-Knauthain verfügbar.
| Jahr | Einwohner |
| ---- | --------- |
| 2000 | 4.800     |
| 2005 | 5.105     |
| 2010 | 5.136     |
| 2015 | 5.442     |
| 2020 | 5.611     |
| 2024 | 5.764     |

Stand: 31.12. des jeweiligen Jahres

## Politik
Bei den Wahlen zum Sächsischen Landtag gehört Knautkleeberg zum Wahlkreis Leipzig 5, bei Bundestagswahlen zum Bundestagswahlkreis Leipzig II (Wahlkreis 153).
Die Bundestagswahl 2021 führte bei einer Wahlbeteiligung von 83,3 % zu folgendem Zweitstimmenergebnis:
| Partei                | Knautkleeberg-Knauthain | Stadt Leipzig |
| --------------------- | ----------------------- | ------------- |
| SPD                   | 21,5 %                  | 20,9 %        |
| CDU                   | 19,3 %                  | 14,0 %        |
| AfD                   | 17,5 %                  | 13,3 %        |
| FDP                   | 13,0 %                  | 10,1 %        |
| Bündnis 90/Die Grünen | 11,2 %                  | 18,5 %        |
| Die Linke             | 08,9 %                  | 13,7 %        |
| Sonstige              | 08,6 %                  | 09,5 %        |

## Sehenswürdigkeiten

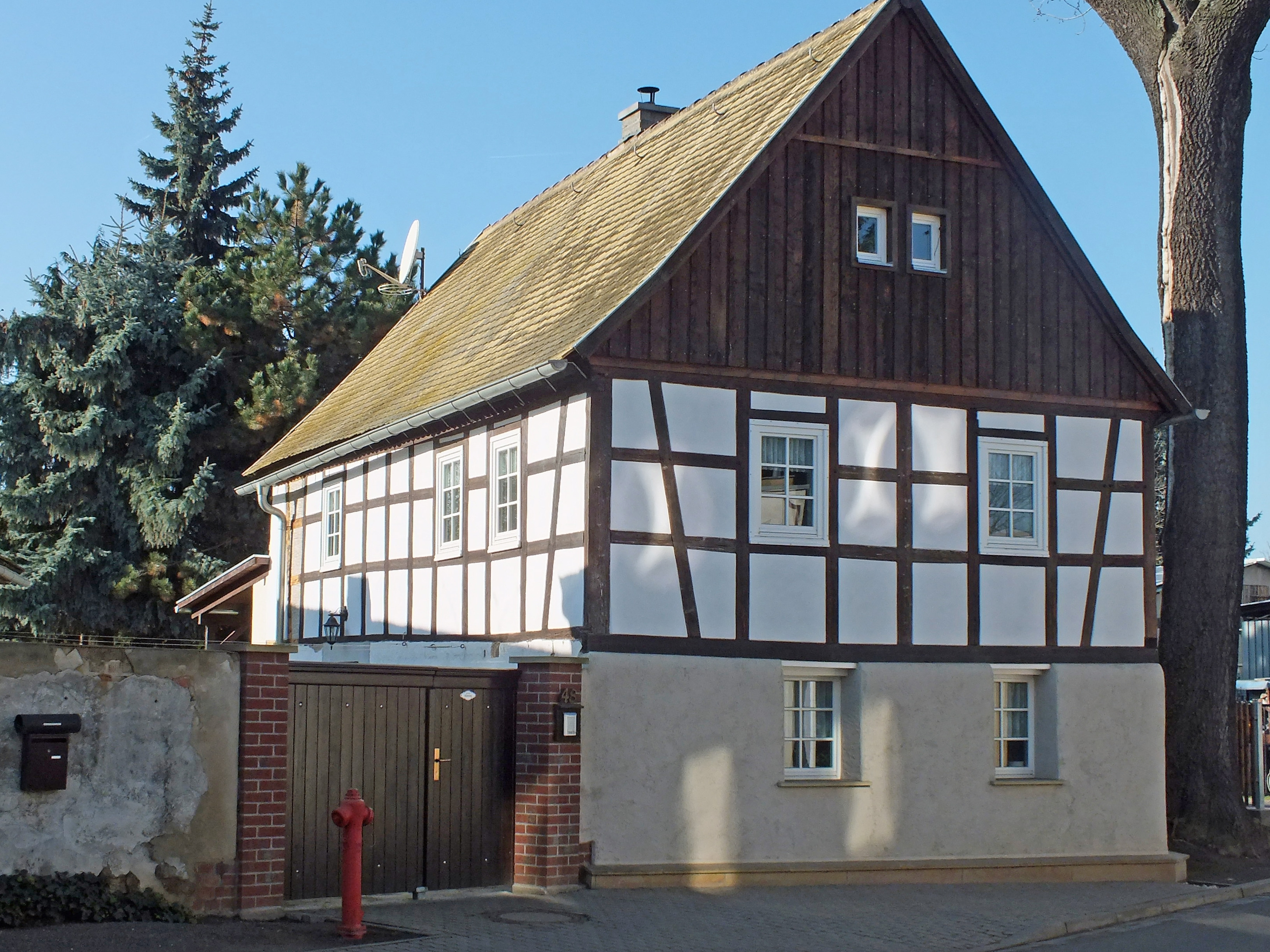
Haus aus der dörflichen Zeit
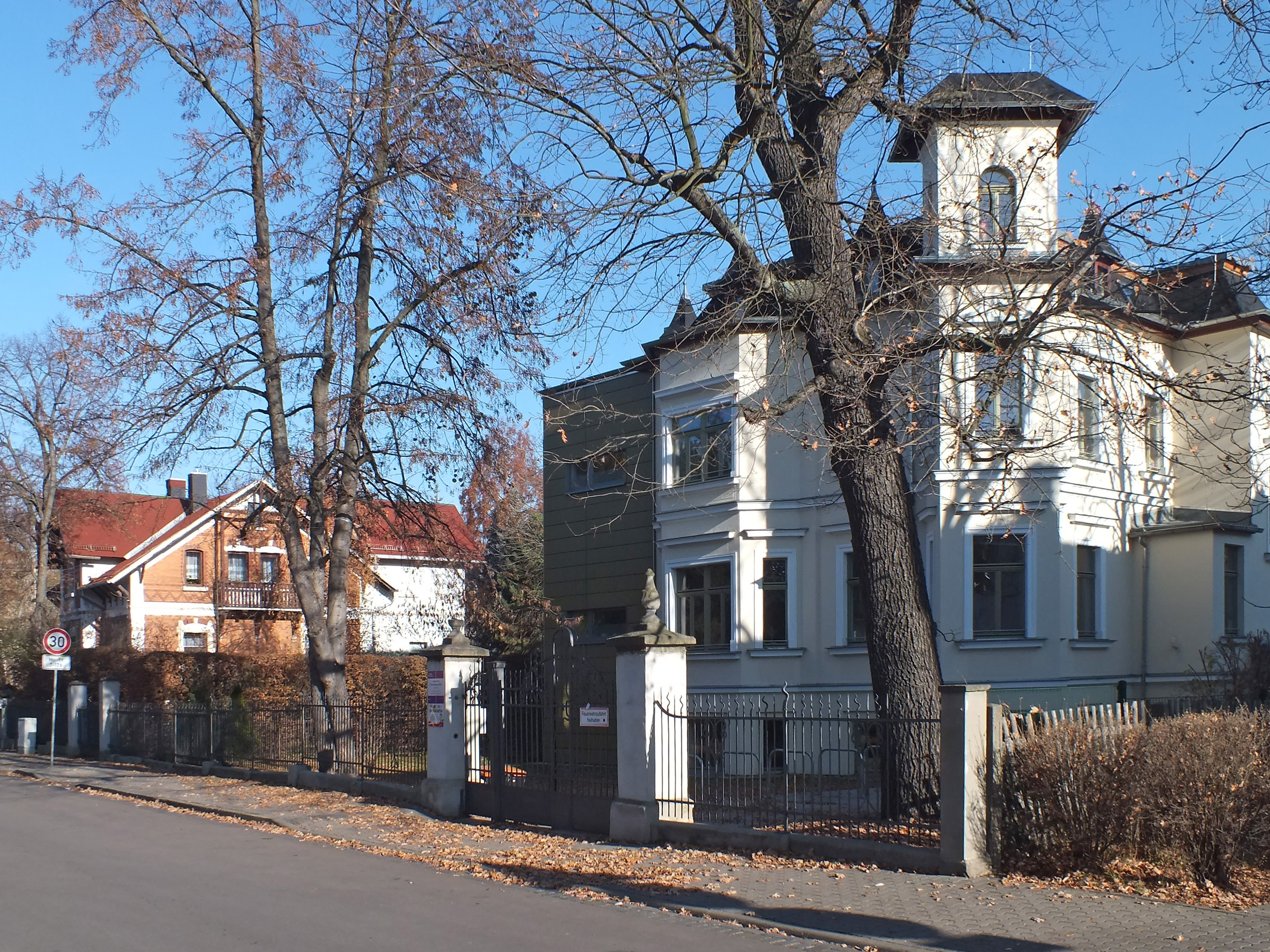
Villen aus der Zeit um 1900
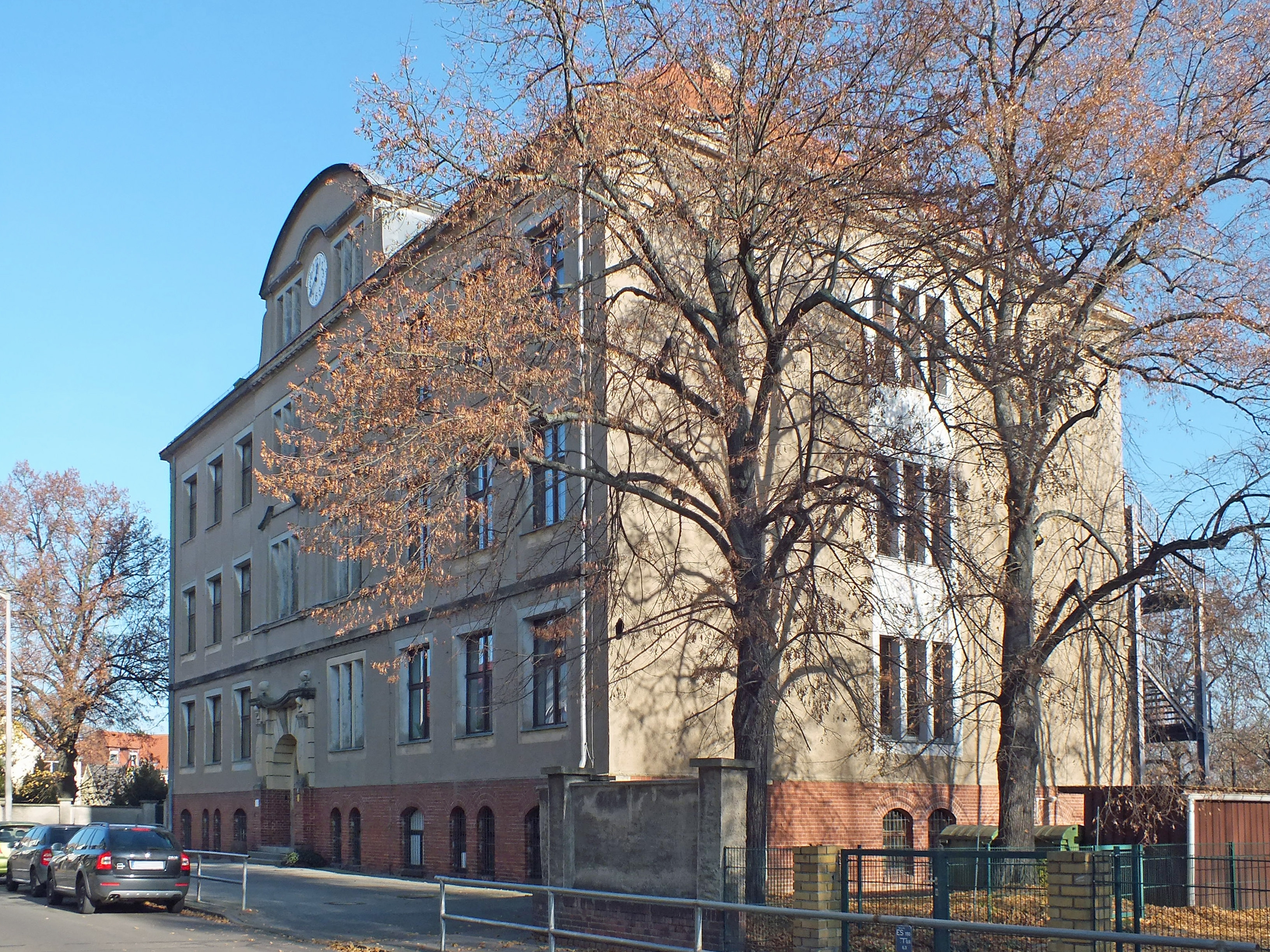
60. Schule von 1908
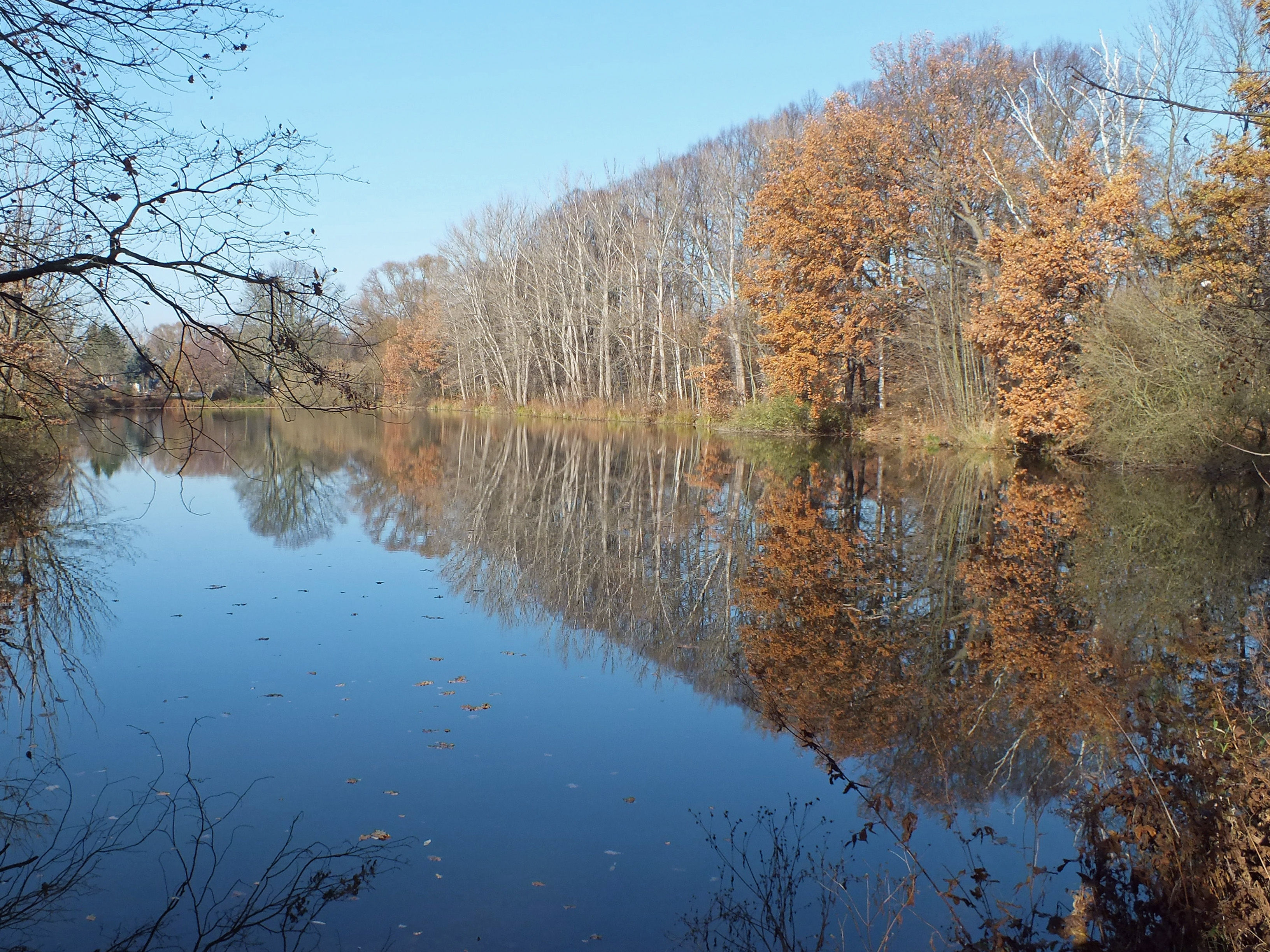
Teilfläche des Fortunabades
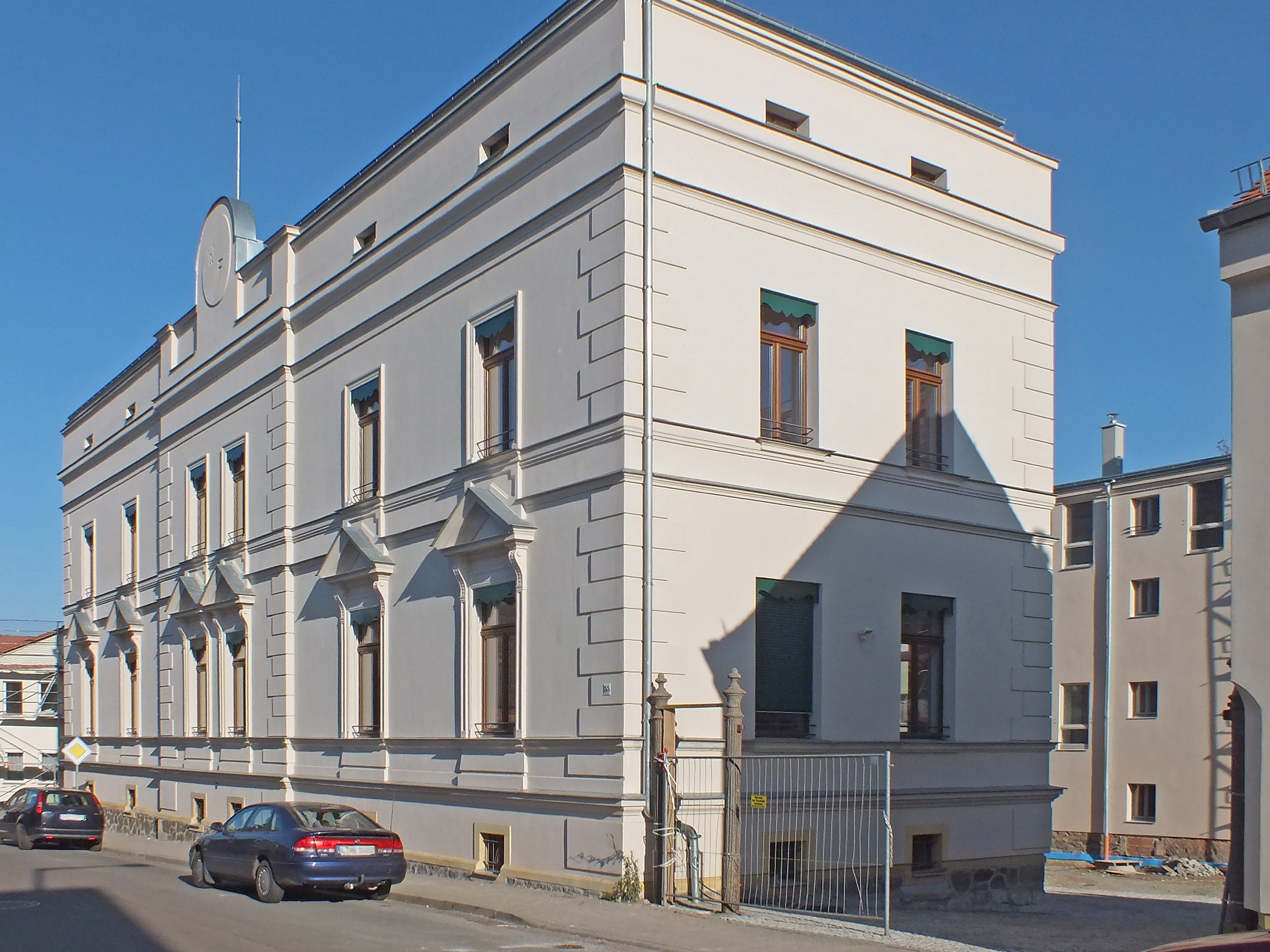
Ehemalige Mühle

## Verkehr

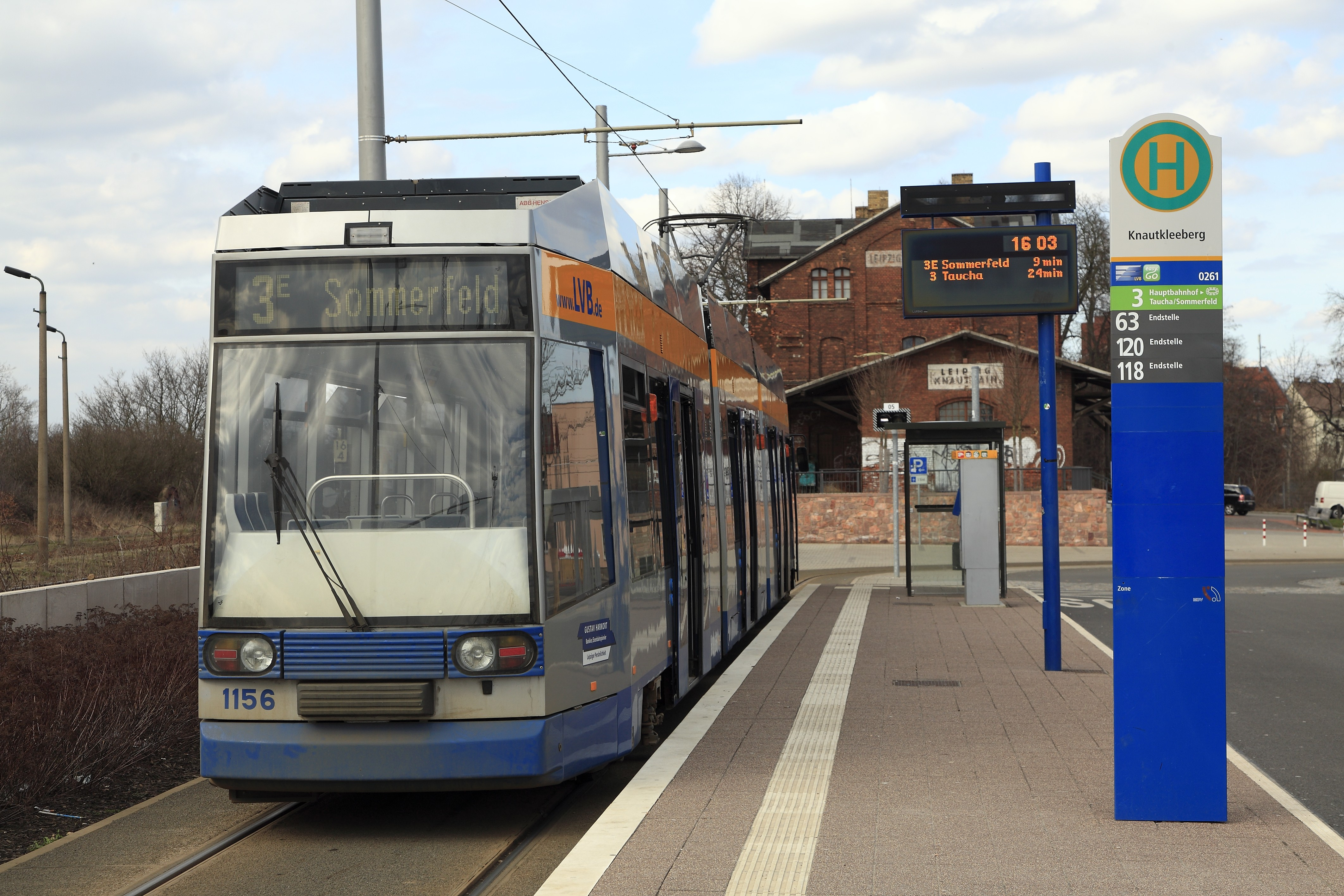
Kombibahnsteig an der Straßenbahnendstelle Knautkleeberg, links liegt der Bahnhof Knauthain

Die einzige direkt aus dem Kerngebiet von Leipzig nach Knautkleeberg führende Straße ist die Dieskaustraße. Über diese und streckenweise auch auf unabhängig trassiertem Gleiskörper stellt die Straßenbahnlinie 3 der LVB den öffentlichen Nahverkehrsanschluss an die Innenstadt her. An der Straßenbahnendstelle besteht Anschluss an die Buslinien 63 nach Hartmannsdorf, 120 nach Kitzen, Großdalzig und Zwenkau sowie die saisonale Linie 118 zum Vergnügungspark Belantis. 2009 wurde das bisherige Gleisdreieck der Straßenbahnendstelle mit dem Ankunftsgleis in der Gleitsmannstraße durch eine Wendeschleife ersetzt und so ein gemeinsamer Umsteigepunkt zwischen Eisenbahn, Straßenbahn und Bus geschaffen, der mitunter auch als „Tor zum Süden“ gepriesen wird.
In unmittelbarer Nähe der Straßenbahnendstelle liegt der Bahnhof der Eisenbahnstrecke Leipzig–Gera. Dort halten etwa stündlich Züge der Erfurter Bahn GmbH. Hier ergibt sich die kuriose Situation, dass der Bahnhof, der eigentlich auf Knautkleeberger Flur liegt, noch auf den Einfluss des damaligen Knauthainer Rittergutsbesitzers zurückgehend Leipzig-Knauthain heißt, während die Endstelle der Straßenbahn, die nach ihrem Umbau 2009 nun sogar teilweise auf Knauthainer Flur liegt, weiterhin die angestammte Bezeichnung Knautkleeberg trägt.